# 폴 누탈

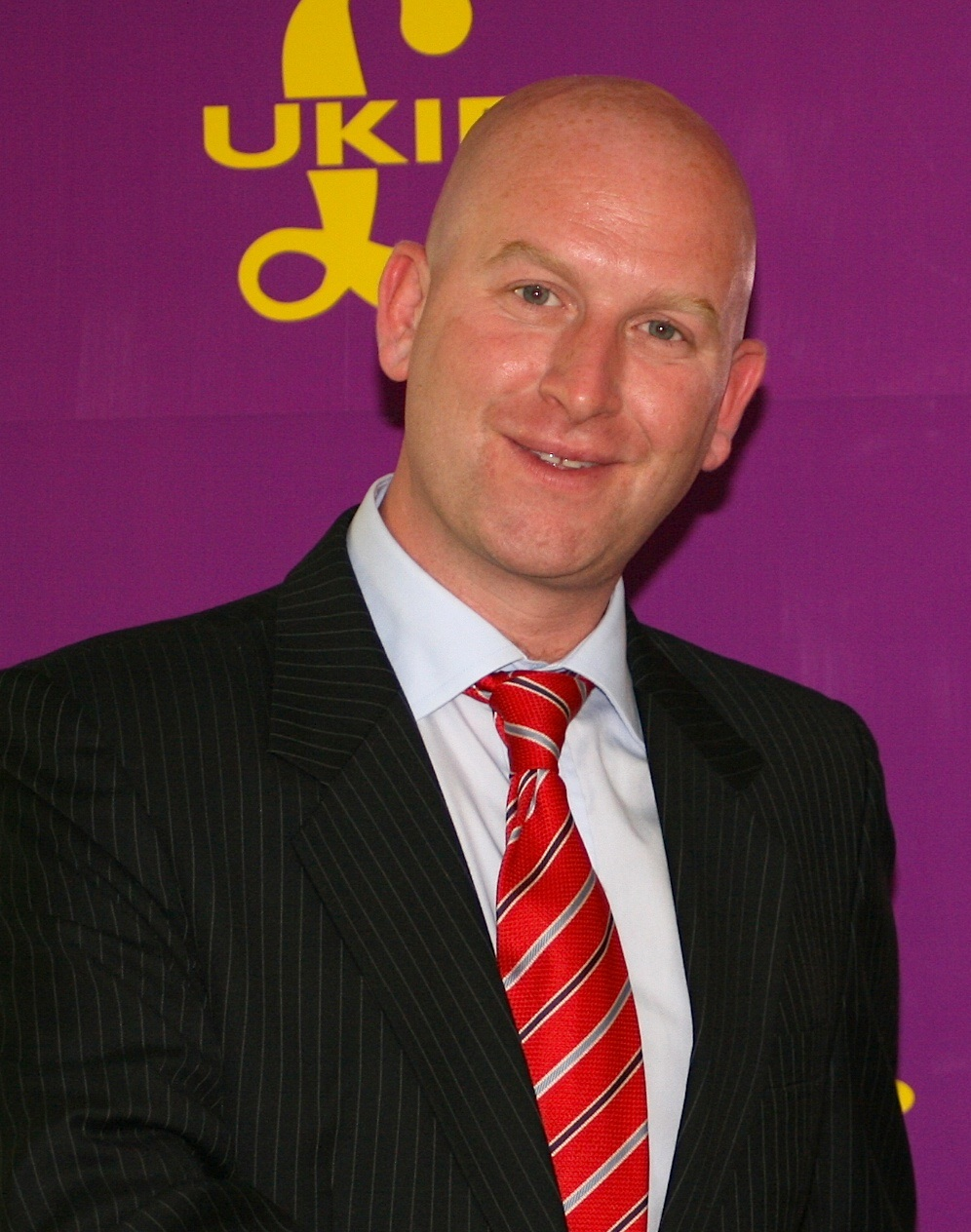
폴 누탈 (2014년)

폴 앤드류 누탈(영어: Paul Andrew Nuttall, 1976년 11월 30일 ~ )는 영국의 정치인이다. 2010년부터 2016년까지 영국 독립당 부대표를 역임했다.